# Tiergarten Neustrelitz
Koordinaten: 53° 21′ 25″ N, 13° 4′ 4″ O
Der Tiergarten Neustrelitz ist der etwa 48 Hektar große Tiergarten der Stadt Neustrelitz. Er beherbergt rund 450 Tiere aus rund 40 vorwiegend heimischen Arten.

## Geschichte

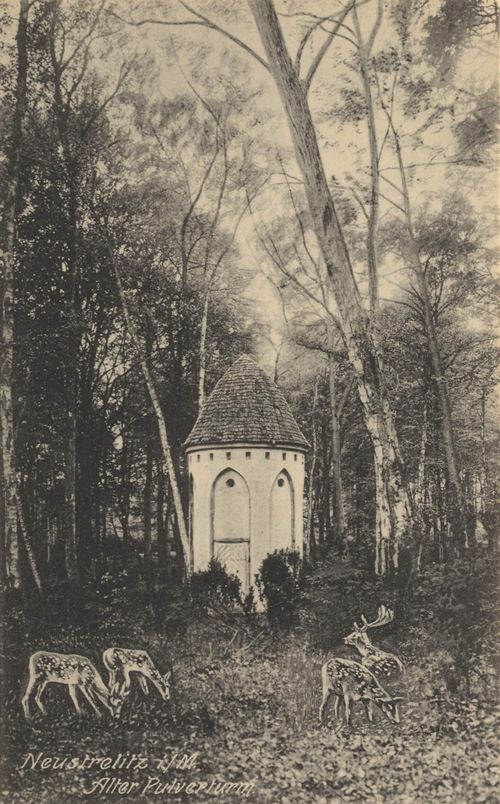
„Pulverturm“ um 1900

Bereits vor Gründung der Stadt Neustrelitz wurde 1721 in der Nähe des Zierker Sees ein Tiergarten als herzogliches Jagdrevier angelegt. Das etwa 50 Hektar große Areal, vom Herzog als Wildgatter eingezäunt, diente der Haltung von 30 bis 60 Stück Damwild. Im Rahmen der Gestaltung des Landschaftsparks um das großherzogliche Schloss wurden die Anfänge des heutigen Tiergartens also bereits im 18. Jahrhundert gelegt. Somit ist er einer der ältesten Tiergärten in Mecklenburg-Vorpommern.

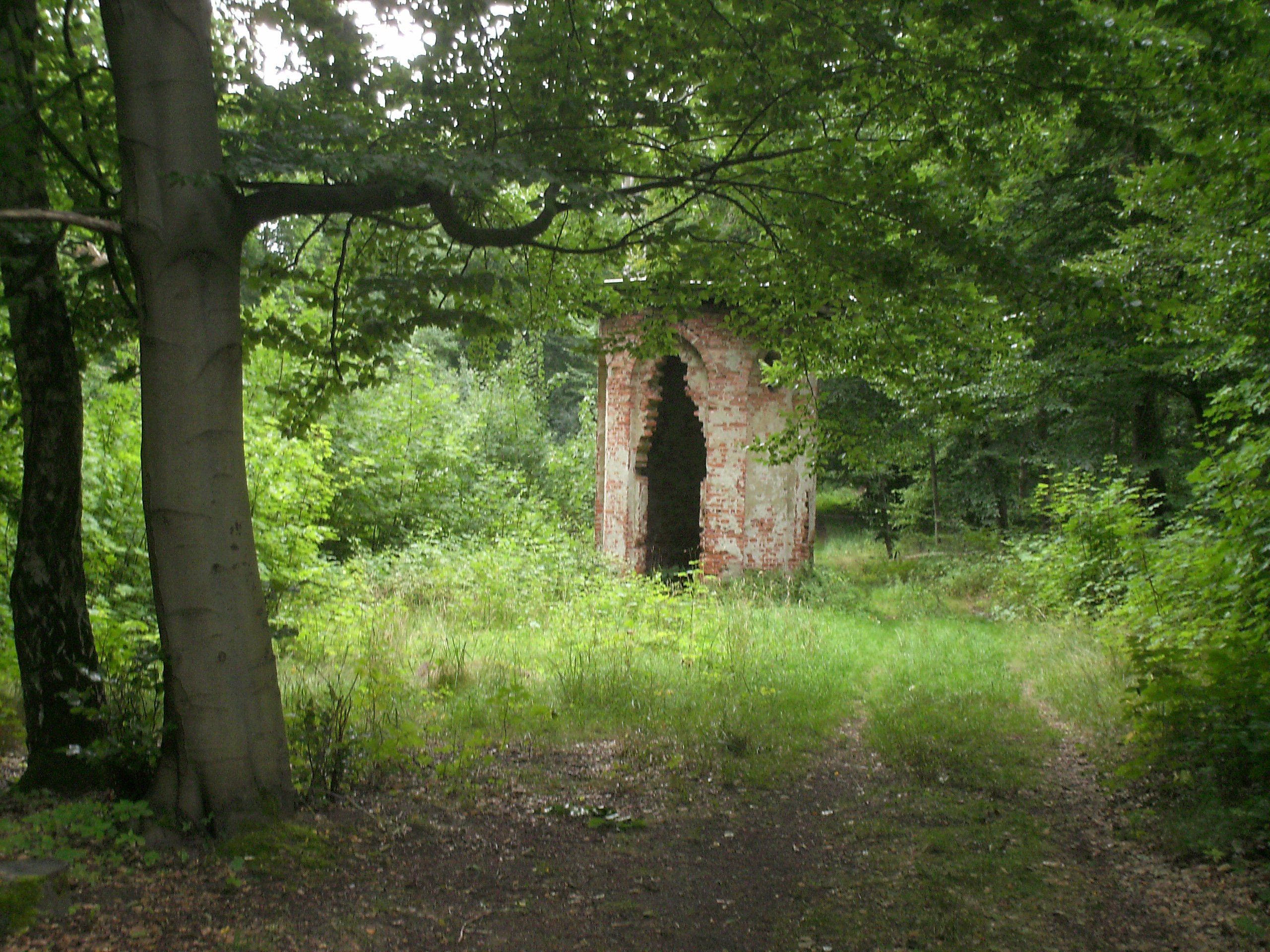
„Pulverturm“ im Waldstück neben dem Neustrelitzer Tiergarten (Zustand 2008)

Der „Pulverturm“ liegt rechts neben dem Hohlweg, der vom Schlossberg in gerader Richtung zum Bürgerhorst führt. Das Waldstück, in dem das kleine Bauwerk steht, gehörte früher zum Neustrelitzer Tiergarten. Der „Pulverturm“ wurde als kleiner, geputzter Rundbau mit spitzbogigen Blendnischen und holzschindelgedeckter Spitzkuppel 1811 vom Baumeister Christian Philipp Wolff errichtet, der sich bei dessen Gestaltung erstmals von den aus England importierten Motiven der Neogotik beeinflussen ließ.
Als Zugang vom Residenzviertel zum weitgehend naturbelassenen Gelände des Tiergartens diente früher das heute noch erhaltene Hirschtor. Es wurde von 1824 bis 1826 nach Plänen von Friedrich Wilhelm Buttel errichtet. Die zwei Bronzehirsche auf den Granitpfeilern stammen von Christian Daniel Rauch. Heute befindet sich der Eingang zum Tiergarten nahe dem Einkaufszentrum Husarenmarkt.
Zum Ende des Zweiten Weltkriegs kam es zu einem starken Rückgang des Tierbestands; ein Orkan tat 1956 sein Übriges. Seit 1956 wurde das Gelände durch die Stadt als Tiergarten betrieben.
In den Jahren 1961 bis 1966 leisteten Bürger der Stadt tausende unentgeltliche Arbeitsstunden beim Ausbau des Parks.
Zwischen 1974 und 1987 entstanden weiter Volieren, Käfige und vor allem geräumige Huftieranlagen. Die Mitarbeiter erhielten 1980 ein Sozialgebäude; zu dieser Zeit versorgten die Tierpfleger 850 Tiere aus 85 Arten.
1993 übernahmen die Werkstätten des Rehabilitationszentrums Neustrelitz die Trägerschaft des Tiergartens. Von dem 50 ha großen Gelände wurden nur noch 18 ha bewirtschaftet; 35 behinderte Menschen erhielten Arbeit in der Grünpflege. Aus einer alten Scheune entstand eine Gaststätte, es wurden ein Spielplatz, öffentliche Toiletten, Parkplätze, das Kassengebäude und moderne Gehege für Berberaffen, Luchse und Waschbären gebaut.
2011 übernahmen die Stadtwerke Neustrelitz den Tiergarten; ein Eingangsgebäude mit Bistro und Sozialräumen und barrierefreie Wege entstanden; die Beleuchtung im Gelände und neue Gehege für Wildkatzen, Nasenbären, Tauben, Stachelschweine und Rothirsche wurden gebaut.

## Umweltengagement
Das Gelände des Tiergartens ist Teil des Flora-Fauna-Habitat-Gebietes (FFH-Gebiet) der Stadt Neustrelitz. Mit großen Schautafeln wird auf höchst bedrohte heimische Tierarten aufmerksam gemacht. Ein Lehrpfad zum Thema Fledermäuse, eine Baumbrüter-Kolonie frei lebender Dohlen und die Beschreibungen verschiedener Lebensräume von Tieren sind Teil des Rundganges innerhalb eines alten Mischwaldbestandes.